# ヤマハ・YZF-R125
YZF-R125（ワイゼットエフ アールワンツーファイブ）は、ヤマハ発動機が欧州で製造販売しているオートバイである。

## 概要
ヤマハのYZF-Rシリーズで最小の125ccモデルとなる。
2008年より125ccオートバイの需要が高い欧州を中心に販売されている。欧州での人気の高さからカラーリングを変更した特別仕様も発表されており、2009年モデルではレースレプリカ（英: Race Replica）仕様が、2012年モデルではWGP参戦50周年記念仕様がラインナップに追加された。なおエンジンやブレーキなど基本的な部品は通常の車両と変わらない。
2014年にはモデルチェンジが行なわれた。フロント側はカウルの形状変更とサスペンションの倒立化が行われ、前後ホイールやマフラーもデザインが変更されている。
2023年9月21日　ヤマハは日本における当車の発売を発表した